# Aleksander August Kremer

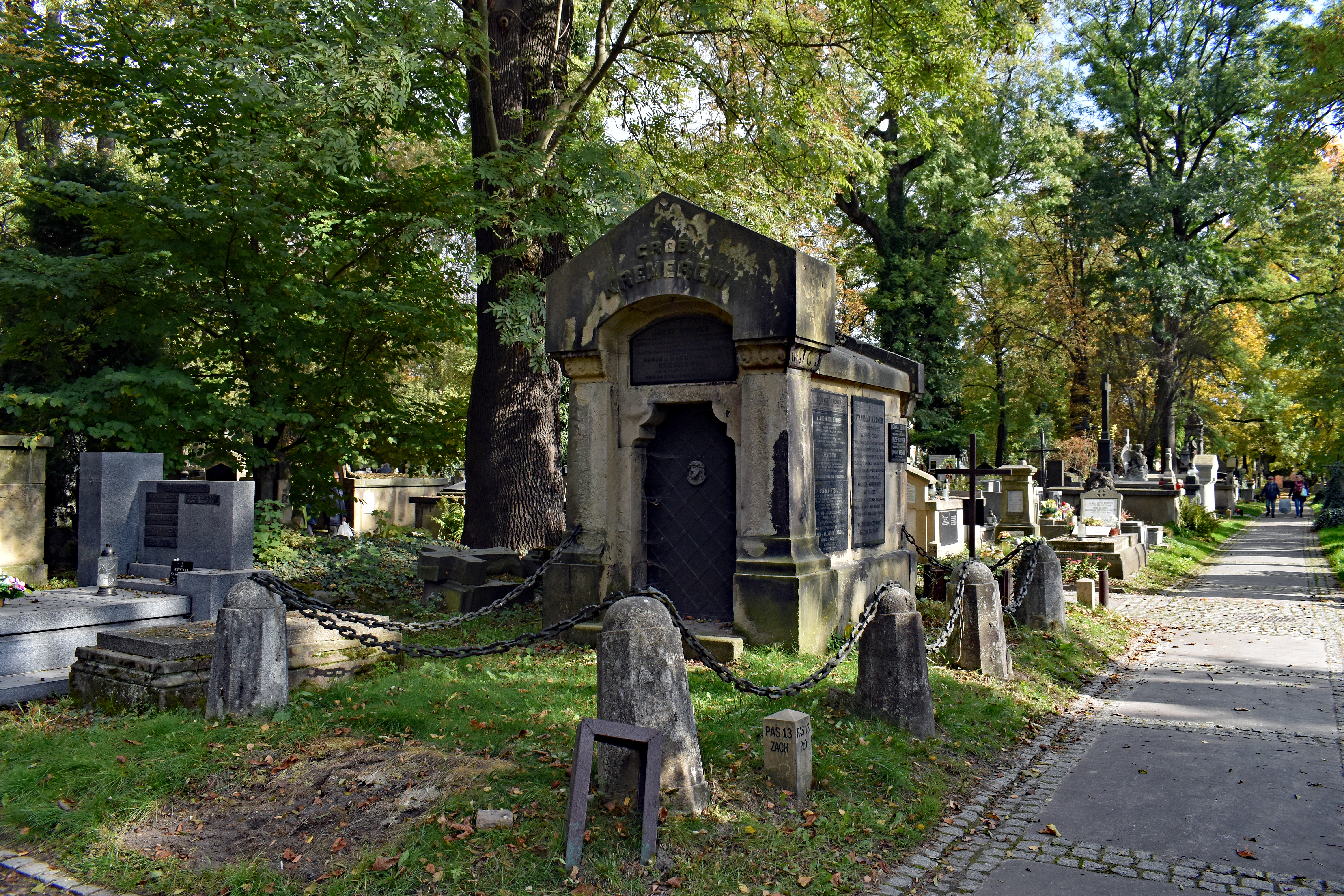
Miejsce spoczynku Aleksandra Kremera na cmentarzu Rakowickim

Aleksander August Kremer (ur. 10 listopada 1813, zm. 15 lutego 1880) – polski lekarz i działacz społeczny. Studiował na Wydziale Filozoficznym (1829-1830) i lekarskim (1830-1836) Uniwersytetu Jagiellońskiego. Praktykował jako lekarz w Wiedniu, Paryżu, Berlinie, Londynie, Lipsku. Był lekarzem gimnazjalnym w Kamieńcu Podolskim (1842-1865). w 1865 osiedlił się w Krakowie – poświęcił się tam pracy naukowej. Prezes Towarzystwa Naukowego Krakowskiego (1868–1869). Sekretarz Komisji Fizjograficznej Akademii Umiejętności. Członek Towarzystwa Lekarzy Galicyjskich i Arcybractwa Miłosierdzia oraz wiceprezes Krakowskiego Towarzystwa Dobroczynności. Uczestniczył w pracach porządkowych na krakowskich Plantach i cmentarzach miejskich.
Ojciec Antoniny Domańskiej. Współautor Słownika łacińsko-polskiego wyrazów lekarskich.

## Publikacje
- Słowniczek prowincyonalizmów podolskich: ułożony w Kamieńcu Podolskim w roku 1863